# ژاک سوترو
ژاک سوترو (فرانسوی: Jacques Sautereau‎؛ ۷ سپتامبر ۱۸۶۰ – ۲۳ نوامبر ۱۹۳۶) بازیکن کروکت اهل فرانسه بود.